# Media University of Applied Sciences

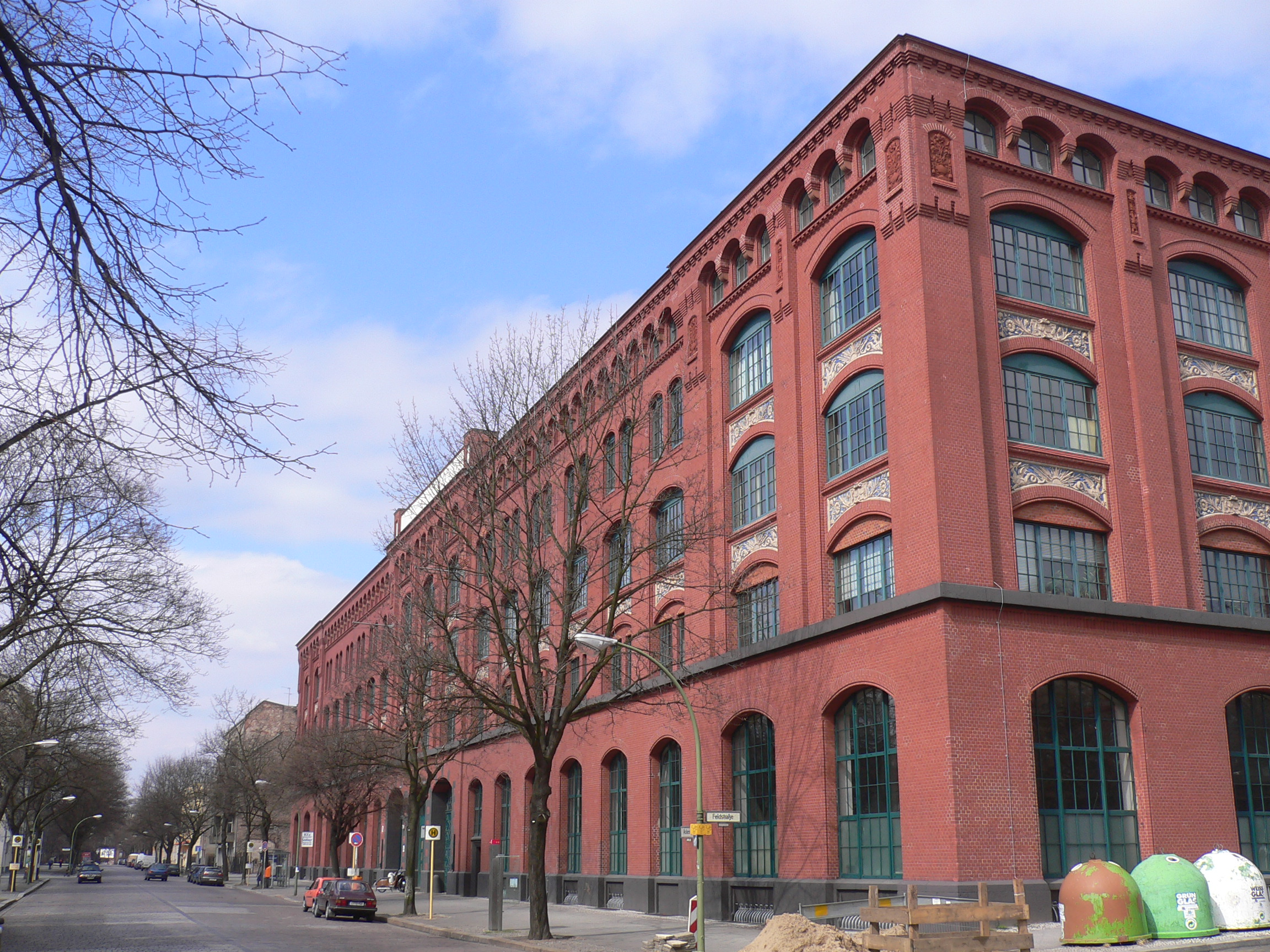
Media University-Gebäude in Berlin-Gesundbrunnen

Die Media University of Applied Sciences (kurz Media University, ehemals Hochschule für Medien, Kommunikation und Wirtschaft, HMKW) wurde 2008 gegründet und ist eine private, staatlich anerkannte Hochschule mit über 1.600 Studierenden an den Campussen in Berlin, Köln und Frankfurt am Main. Sie bietet medienorientierte Bachelor- und Master-Studiengänge in den Fachbereichen Design, Journalismus und Kommunikation, Psychologie sowie Wirtschaft an. Träger ist die Media University GmbH mit Sitz in Berlin.

## Geschichte
Der Kölner Campus wurde 2011 eingerichtet. Der Frankfurter Campus wurde im Oktober 2016 eröffnet. Der Wissenschaftsrat beschloss 2014 eine Erstakkreditierung, die unter Auflagen gestellt wurden und ein Reakkreditierung-Verfahren 2019. 2025 benannte sich die HMKW in Media University um.

## Profil
Die Media University positioniert sich laut eigener Aussage bildungspolitisch und didaktisch durch Werte wie Nachhaltigkeit, Offenheit, Praxisorientierung und Internationalität:
- Nachhaltigkeit: intensive Betreuung in kleinen Lerngruppen durch nahbare Lehrkräfte
- Offenheit: tolerante, antidiskriminatorische, partizipative Lernkultur und Campusatmosphäre
- Praxisorientierung: Balance akademischer und berufsvorbereitender Lernziele, viele Projekte und Industriekontakte
- Internationalität: Mitglied der Erasmus-Charter und Kooperationen insbesondere mit China, Indien, USA; Interkulturalität als Pflichtmodul und englischsprachige Masterangebote[9]

## Studiengänge
Die Media University bietet folgende Bachelor-Studiengänge an:
- B.A. Journalismus und Unternehmenskommunikation
- B.A. Grafikdesign und Visuelle Kommunikation
- B.A. Medien- und Eventmanagement
- B.Sc. Medien- und Wirtschaftspsychologie
- B.A. Digitales Marketing und E-Commerce

Die Bachelor-Studiengänge enthalten eine Praxisphase von sechs Monaten bei kooperierenden Firmen im fünften Semester. Sie können auch in acht Semestern dual (ausbildungsintegriert) studiert werden.
Seit 2013 beteiligt sich die Media University am Erasmus-Programm.
Die Media University bietet zudem folgende konsekutiven Master-Studiengänge an den Campussen Berlin, Frankfurt am Main und Köln an:
- M.A. Internationales Marketing und Medienmanagement
- M.A. Digitaler Journalismus
- M.A. Kommunikationsdesign und Kreative Strategien
- M.A. Wirtschaftspsychologie[10]
- M.A. Public Relations und Digitales Marketing
- M.A. Artificial Intelligence and Societies
- M.A. Visual and Media Anthropology

## Akkreditierung

### Erstakkreditierung 2014
Das Land Berlin beantragte im Juni 2013 die Akkreditierung der Hochschule durch den Wissenschaftsrat. Die Prüfung durch den Wissenschaftsrat ergab, „dass die Media University den wissenschaftlichen Maßstäben einer Hochschule entspricht.“ Aufgrund dieser Einschätzung erteilte der Wissenschaftsrat die Akkreditierung. Die Hochschule habe sich „mit einem überzeugenden fachlichen Profil und mit Studiengängen, die von Studieninteressentinnen und -interessenten konstant nachgefragt werden, in der gut fünfjährigen Aufbauphase an beiden Standorten erfolgreich etabliert.“
Der Wissenschaftsrat fand jedoch auch Kritikpunkte. Bemängelt wurde vor allem die personelle Verzahnung zwischen Hochschule und Trägergesellschaft. Auch das Berufungsverfahren, die Prüfungsordnung und die Ausstattung der Bibliotheken wurden als verbesserungswürdig bewertet. Daher stellte der Wissenschaftsrat die Akkreditierung unter Auflagen.

### Reakkreditierung 2019
Im Reakkreditierungsverfahren 2019 gelangte der Wissenschaftsrat wieder zu der Auffassung, dass die Media University den wissenschaftlichen Maßstäben einer Hochschule entspreche. Das Studienangebot füge sich in das Profil einer Hochschule für Medien, Kommunikation und Wirtschaft schlüssig ein. Aufgrund dieser Einschätzung erteilte der Wissenschaftsrat erneut die Akkreditierung.
Bezüglich der Qualität des Studiums merkte der Wissenschaftsrat an, dass die Praxisrelevanz des Studienangebots, beispielsweise durch Einbindung der Studierenden in Projektarbeiten, sich mit dem institutionellen Anspruch einer Hochschule für Angewandte Wissenschaften decke. Das Master-Angebot bedürfe jedoch einer stärkeren Forschungsbasierung.
Zu Bewertung seitens der Studentenschaft hielt der Wissenschaftsrat fest: „Gespräche mit den Studierenden vor Ort haben insgesamt eine hohe Zufriedenheit mit dem Studium an der Hochschule gezeigt. Positiv hervorgehoben wurden insbesondere persönliche Unterstützungsangebote und die offene Kommunikation.“
Erneut knüpfte der Wissenschaftsrat seine Akkreditierung an Auflagen:
- Die wissenschaftliche Eigenständigkeit gegenüber der Trägergesellschaft müsse strukturell besser abgesichert werden.[15]
- Rektor und Kanzler, die an der Trägergesellschaft finanziell beteiligt sind, müssten wegen möglicher Interessenkonflikte ihre Mitgliedschaft in den Prüfungsausschüssen niederlegen und ihre zu weitreichenden Kompetenzen im Qualitätsmanagement reduzieren.[15]
- Grund- und Berufungsordnung seien in einer Reihe von Punkten zu ändern, so müssen bspw. Vertreter der Trägereinrichtung künftig aus den Sitzungen der Berufungskommission ausgeschlossen werden.[15]
- Die Lehre müsse an allen Standorten zu mindestens 50 % von hauptamtlichen Professoren erbracht werden.[15]
- Die Forschung müsse auf ein für Master-Studiengänge angemessenes Niveau angehoben werden.[15]